# Cemitério de Santo Amaro (São Paulo)
O Cemitério de Santo Amaro é uma necrópole e velório localizado no município brasileiro de São Paulo. Está situado no distrito de Santo Amaro, zona sul da capital paulista. 
É o cemitério público mais antigo existente na cidade, implantado em 1856 quando Santo Amaro era uma vila independente do município de São Paulo. 
Após décadas sendo administrado pela Prefeitura de São Paulo, desde 2023 passou para a gestão privada da empresa Cortel São Paulo.

## História

### Surgimento da cidade de Santo Amaro
O bairro teve como precursor religioso o padre São José de Anchieta, que vindo de São Paulo de Piratininga, observou na região um desenvolvimento notável de colonos e índios catequizados, observando potencial para tornar-se um novo povoado. Assim surgiu a primeira capela de Santo Amaro. A região de Santo Amaro foi então elevada a paróquia em 1680 e transformada em freguesia em 1686. 
Na década de 1820, o que viria a ser o município de Santo Amaro comportou uma colônia alemã. Em 1832, Santo Amaro tornou-se um município separado de São Paulo, sendo somente reincorporado um século depois, em 1935.

### Fundação do cemitério

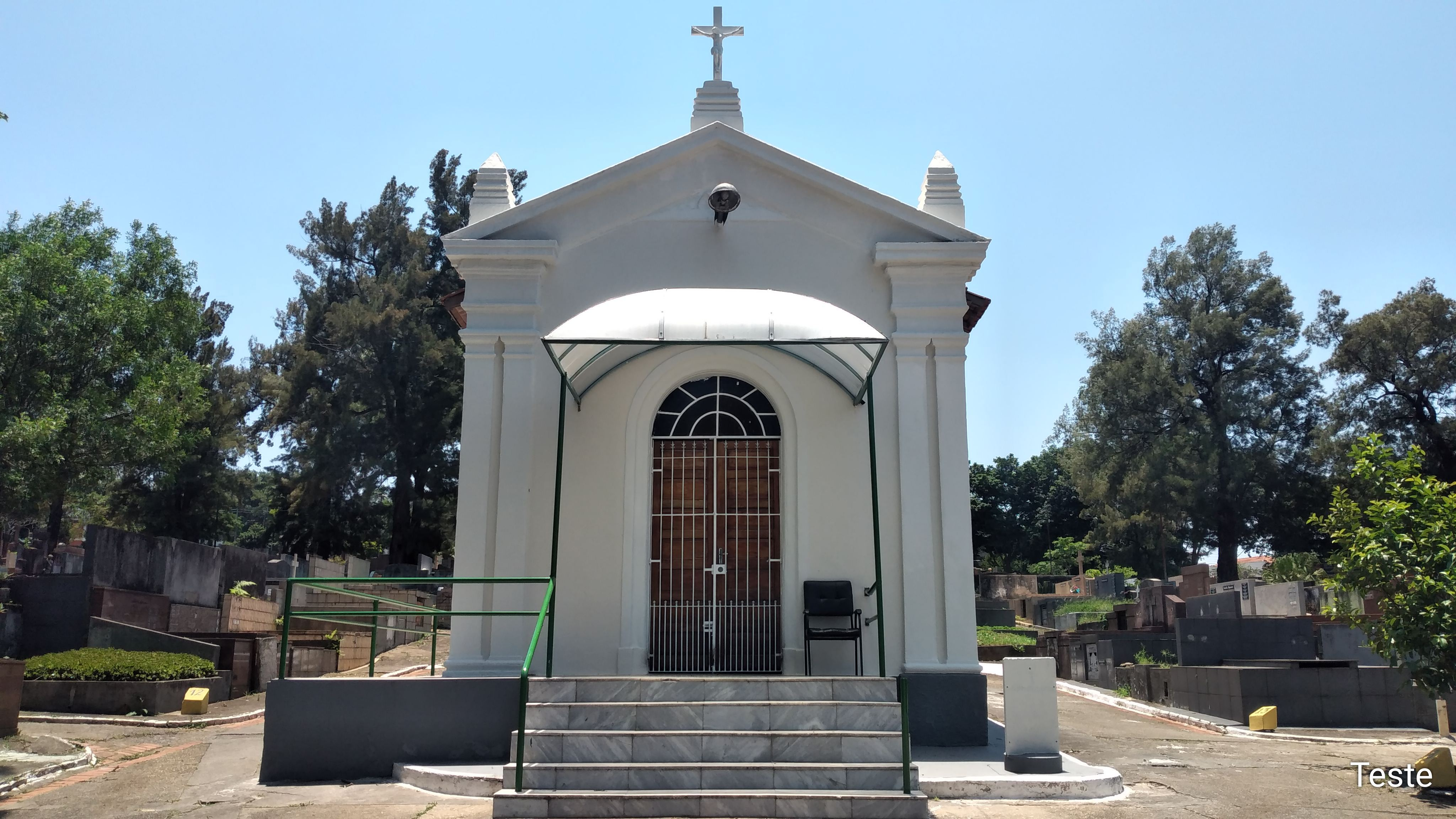
Capela do cemitério Santo Amaro, construída em 1893

A Lei Régia de 1 de Outubro de 1828, de Dom Pedro I proibia sepultamentos no interior das igrejas, devido ao fato de em certo ponto ficar insuportável adentrar o ambiente devido ao cheiro dos corpos em decomposição.
Com a demanda populacional, foi fundado em 1856 o cemitério municipal de Santo Amaro, hoje considerado o cemitério público mais antigo da cidade de São Paulo (o cemitério da Consolação foi inaugurado em 1858, enquanto o cemitério mais antigo de São Paulo é particular e trata-se do Cemitério da Colônia).
O primeiro sepultamento foi realizado em 05 de janeiro de 1857, segundo o livro de óbitos da Matriz de Santo Amaro. O registro indica o corpo de uma criança chamada Thereza, filha dos escravos Joaquim e Gabriela (que eram propriedade de Antonio Bento de Andrade).
Em 1890, o cemitério passou por uma ampliação para comportar mais sepultamentos, o que incluiu a construção da Capela finalizada em 1893. Houve outras ampliações nos anos de 1925 e 1936.

## Personalidades sepultadas
Um dos mais notórios sepultados do local trata-se de Bento do Portão, um antigo morador do bairro que tornou-se santo popular não canonizado.
Também estão sepultados ali alguns personagens históricos locais e também da história do Brasil, como: 
- Paulo Eiró, poeta e dramaturgo (1836-1871)
- José Foster, comandante da Guerra da Cisplatina (1800-1886)
- Karl Czernik, ciclista (1923-1949)
- Júlio Guerra, escultor (1912-2001)

Encontram-se também sepultados diversos políticos e imigrantes alemães e italianos que contribuíram para o desenvolvimento de Santo Amaro.

## Obelisco de Santo Amaro

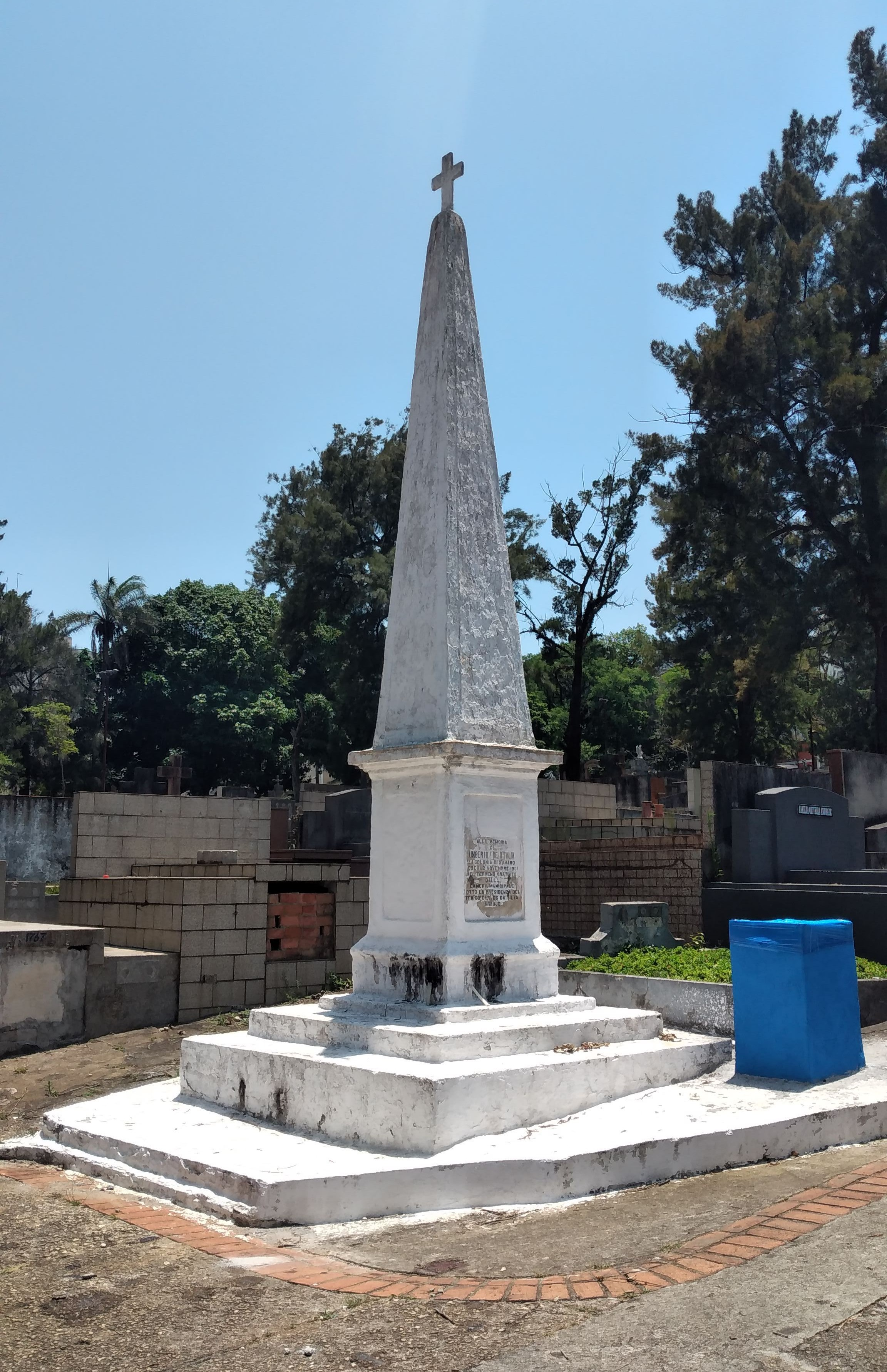
Obelisco do cemitério Santo Amaro

O obelisco foi erguido em 1901 pela colônia italiana de Santo Amaro em terreno cedido pela câmara municipal. O monumento é em homenagem ao rei italiano Humberto I que foi assassinado com três tiros pelo anarquista Gaetano Bresci durante uma visita à cidade de Monza. No mesmo encontram-se os seguintes dizeres em italiano: 
"Alla memoria di Umberto 1° Re d'Italia. La Colonia di St Amaro pose 1l 2 novembre de 1901 nel terreno gratuito dalla camera municipale sotto la presidencia del tent col Carlos da Silva Araujo".